# 通栏式广告
通栏式广告实际是横幅式广告广告的一种升级。横幅式广告出现的初期用户认可程度很高，有不错的效果。但是伴随时间的推移，人们对横幅式广告已经开始变得麻木。于是广告主和媒体开发了通栏式广告，它比横幅式广告更长，面积更大，更具有表现力，更吸引人。一般的通栏式广告尺寸有590*105、590*80等，也已经成为一种常见的广告形式。